# Anagantios
Anagantios est le 4e mois de l'année chez les Celtes de la protohistoire, marqué par la fête religieuse de Imbolc. Il est constitué de 29 jours. Il prend place entre les mois de riuros et de ogronios. Il correspond approximativement au mois de février du calendrier grégorien.

## Anagantios
Anagantios est le 4e mois de l'année celtique, il se situe entre les mois de riuros et de ogronios. Il est constitué de 29 jours et est considéré comme un mois néfaste (anmat).
C’est au début de ce mois qu'était célébrée la fête religieuse d’Imbolc.

## Étymologie
Selon Xavier Delamarre, le nom de ce mois signifierait « où l'on ne voyage pas ».
Anagantios pourrait se décomposer en 
- *An- prefixe de négation (comme in dans intolérant)
- *agant- dérivé de la racine *ag- qui voudrait dire « aller ; conduire, guider », à rapprocher du gallois â « il va », ânt « ils vont » et du vieil irlandais aigid « il conduit ».

Traduit littéralement cela donnerait « pas-aller ».

## L'année celtique
L'année celtique était divisée en deux saisons : une saison claire et une saison sombre. La saison claire  commence à Beltaine (1er mai), fête dédiée à Lug et se termine avec celle de Samain, elle est notamment consacrée aux récoltes et, dans les contextes guerriers, aux razzias.
La fête de Samain (1er novembre) durait une semaine et donnait lieu à des destins rituels. Cette période était propice aux échanges entre le monde des dieux et celui des humains.

### Le calendrier de Coligny

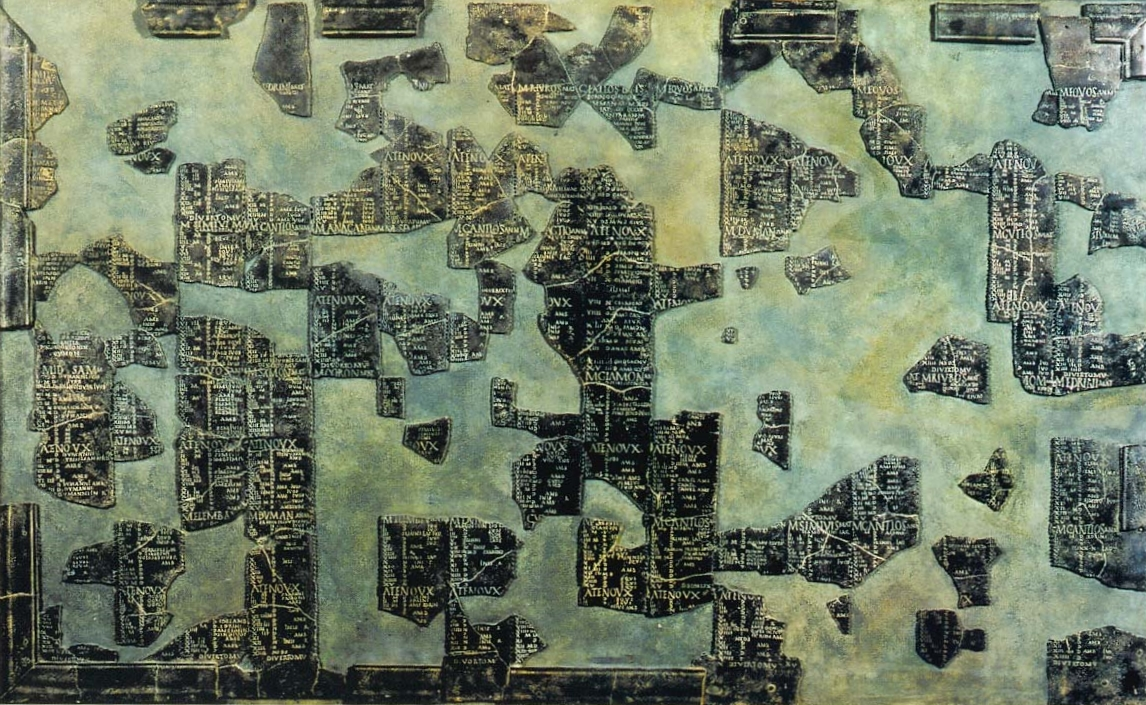
Le calendrier de Coligny.

Le calendrier de Coligny est le plus important document archéologique en langue gauloise ; il est daté du IIe siècle apr. J.-C. et appartient donc à l'époque gallo-romaine. Il s'agit d'une table (fragmentée) de 1,50 m sur 0,90 m, qui comporte 2 000 mots placés sur 16 colonnes et 2 200 lignes. Il est révélateur des connaissances des druides en astronomie, ce que Jules César avait déjà noté dans ses Commentaires sur la Guerre des Gaules :
« Le mouvement des astres, l'immensité de l'univers, la grandeur de la terre, la nature des choses, la force et le pouvoir des dieux immortels, tels sont en outre les sujets de leurs [les druides] discussions : ils les transmettent à la jeunesse. »
— Jules César, Commentaires sur la Guerre des Gaules, Livre VI, 14.
Découvert en 1897 sur la commune de Coligny dans l’Ain (territoire des Ambarres), il est exposé au musée gallo-romain de Fourvière à Lyon.

### Les mois du calendrier
Les douze mois avec leur durée et leur attribut sont :
- Samonios (30 jours, mat),
- Dumannios (29 jours, anmat),
- Riuros (30 jours, mat),
- Anagantios (29 jours, anmat),
- Ogronios (30 jours, mat),
- Cutios (30 jours, mat),
- Giamonios (29 jours, anmat),
- Simivisonnios (30 jours, mat),
- Equos (30 jours, anmat),
- Elembivios (29 jours, anmat),
- Edrinios (30 jours, mat),
- Cantlos (29 jours, anmat) ;

auxquels il faut ajouter les deux mois supplémentaires :
- Ciallos (entre Cutios et Giamonios,  30 jours, mat)
- Quimon (entre Cantlos et Samonios, 30 jours, mat).

## Compléments